# Cristino Castro
Cristino Castro is een gemeente in de Braziliaanse deelstaat Piauí. De gemeente telt 9.836 inwoners (schatting 2009).